# Elena Stoyanova
Pour les articles homonymes, voir Stoyanova.
Elena Stoyanova (née le 23 janvier 1952 à Krasen) est une athlète bulgare spécialiste du lancer du poids. Convaincue de dopage aux championnats d'Europe 1978, elle est suspendue deux ans et reprend la compétition en 1980. Quatrième des championnats d'Europe 1982, elle est de nouveau contrôlée positive à une substance interdite et suspendue à vie de toute compétition.

## Biographie

### Palmarès
| Date | Compétition                    | Lieu      | Résultat | Performance |
| ---- | ------------------------------ | --------- | -------- | ----------- |
| 1972 | Championnats d'Europe en salle | Grenoble  | 12e      | 15,63 m     |
| 1972 | Jeux olympiques d'été          | Munich    | 8e       | 18,34 m     |
| 1973 | Championnats d'Europe en salle | Rotterdam | 5e       | 17,77 m     |
| 1973 | Universiade d'été              | Moscou    | 2e       | 18,64 m     |
| 1974 | Championnats d'Europe en salle | Göteborg  | 6e       | 18,04 m     |
| 1974 | Championnats d'Europe          | Rome      | 7e       | 18,48 m     |
| 1975 | Championnats d'Europe en salle | Katowice  | 6e       | 18,34 m     |
| 1975 | Universiade d'été              | Rome      | 1re      | 18,99 m     |
| 1976 | Championnats d'Europe en salle | Munich    | 4e       | 19,20 m     |
| 1976 | Jeux olympiques d'été          | Montréal  | 8e       | 18,89 m     |
| 1977 | Universiade d'été              | Sofia     | 1re      | 19,98 m     |
| 1978 | Championnats d'Europe en salle | Göteborg  | 4e       | 19,04 m     |
| 1978 | Championnats d'Europe          | Prague    | —        | 19,43 m     |
| 1980 | Jeux olympiques d'été          | Moscou    | 6e       | 20,22 m     |
| 1982 | Championnats d'Europe          | Athènes   | —        | 20,35 m     |

### Records
| Épreuve         | Performance | Lieu  | Date         |
| --------------- | ----------- | ----- | ------------ |
| Lancer du poids | 20,95 m     | Sofia | 14 juin 1980 |